# Rabat (Maroko)
Rabat (arab. ‏الرباط‎, Ar-Ribāṭ; marok. arab. ṛ-Ṛbaṭ) – stolica Maroka, miasto położone w zachodniej części kraju, nad Oceanem Atlantyckim, przy ujściu rzeki Bu Rakrak, siedziba administracyjna regionu Rabat-Sala-Al-Kunajtira. W 2024 roku liczyło ok. 510 tys. mieszkańców.
Duży ośrodek przemysłowy (chemiczny, metalowy, spożywczy, skórzany, odzieżowy) i rzemieślniczy (dywany, biżuteria, ceramika). Rabat jest także ważnym centrum turystyki.
W mieście znajduje się ważny port morski i węzeł komunikacyjny z międzynarodowym portem lotniczym.
Istnieje tu także system tramwajowy.

## Historia
Założone w roku 1150 przez kalifa Abd al-Mumina z dynastii Almohadów, w pobliżu wcześniejszej rzymskiej osady Sala Colonia. Było to ufortyfikowane obozowisko dla wypadów wojennych na Półwysep Iberyjski. Od początku XVII wieku osiedlanie się muzułmanów wypędzanych przez chrześcijańskich władców z terenów Półwyspu Iberyjskiego. Przez stulecia centrum piractwa w zachodniej części Morza Śródziemnego. W roku 1911 okupacja francuska. Od 1912 roku miasto stało się stolicą Maroka, kolonii francuskiej. Po uzyskaniu niepodległości w 1956 roku Rabat został stolicą niepodległego państwa.
W 2012 r. Rabat został wpisany na listę światowego dziedzictwa UNESCO.

## Klimat
| Miesiąc                          | Sty  | Lut  | Mar  | Kwi  | Maj  | Cze  | Lip  | Sie  | Wrz  | Paź  | Lis  | Gru  | Roczna |
| -------------------------------- | ---- | ---- | ---- | ---- | ---- | ---- | ---- | ---- | ---- | ---- | ---- | ---- | ------ |
| Średnie temperatury w dzień [°C] | 17,3 | 18,3 | 20,3 | 21,2 | 23,6 | 26,0 | 27,2 | 27,9 | 26,8 | 24,7 | 20,9 | 18,6 | 22,8   |
| Średnie dobowe temperatury [°C]  | 11,7 | 12,6 | 14,6 | 15,9 | 18,3 | 21,1 | 22,4 | 23,0 | 21,6 | 19,2 | 15,4 | 13,2 | 17,5   |
| Średnie temperatury w nocy [°C]  | 6,9  | 7,4  | 9,1  | 10,4 | 12,7 | 15,9 | 17,2 | 17,9 | 16,6 | 14,2 | 10,5 | 8,6  | 12,3   |
| Opady [mm]                       | 68,7 | 55,8 | 57,1 | 42,3 | 22,1 | 1,7  | 0,5  | 0,7  | 16,3 | 57,7 | 118  | 97,2 | 538    |
| Średnia liczba dni z opadami     | 8,6  | 7,5  | 7,2  | 7,7  | 5,2  | 0,9  | 0,7  | 0,5  | 3,0  | 6,6  | 9,8  | 10,3 | 68     |
| Średnie usłonecznienie [h]       | 180  | 182  | 232  | 255  | 291  | 288  | 315  | 307  | 261  | 235  | 191  | 181  | 2916   |
| Źródło: climatebase.ru           |      |      |      |      |      |      |      |      |      |      |      |      |        |

| Sty  | Lut  | Mar  | Kwi  | Maj  | Cze  | Lip  | Sie  | Wrz  | Paź  | Lis  | Gru  | Rok  |
| ---- | ---- | ---- | ---- | ---- | ---- | ---- | ---- | ---- | ---- | ---- | ---- | ---- |
| 17,6 | 17,0 | 17,0 | 18,3 | 19,4 | 21,7 | 22,9 | 23,4 | 22,8 | 22,1 | 20,4 | 18,4 | 20,1 |

## Miasta partnerskie
- Grecja: Ateny
- Palestyna: Betlejem
- Hiszpania: Madryt
- Turcja: Stambuł
- Tunezja: Tunis
- Stany Zjednoczone: Honolulu
- Szwecja: Sztokholm

## Edukacja
- Biblioteka Narodowa Królestwa Maroka
- ESSEC Business School
- INSEAD

## Zabytki i turystyka
Pozostałości budowli rzymskich (mury obronne, forum, termy, resztki budowli publicznych).
- cytadela (Kasba al-Udaja) (XII–XVII wiek)
- kompleks ruin Szalla
- meczet grobowy (XIII wiek)
- mury z bramami (m.in. bramy Bab ar-Rwah, Bab Zair i Bab Udaja) (XIV wiek)
- Pałac królewski Dar el-Makhzen z XVIII wieku
- mauzolea (m.in. Mauzoleum Muhammada V z 1971 roku w kompleksie zabytków z Wieżą Hassana i ruinami Meczetu Hassana z XII w.)
- meczet Essouna Grand (1785)
- Muzeum Antyków
- liczne medresy
- łaźnie (XIV wiek)

Centrum kultury islamu: Uniwersytet im. Muhammada V, konserwatorium, instytut języka arabskiego, biblioteka narodowa, liczne muzea.

## Galeria

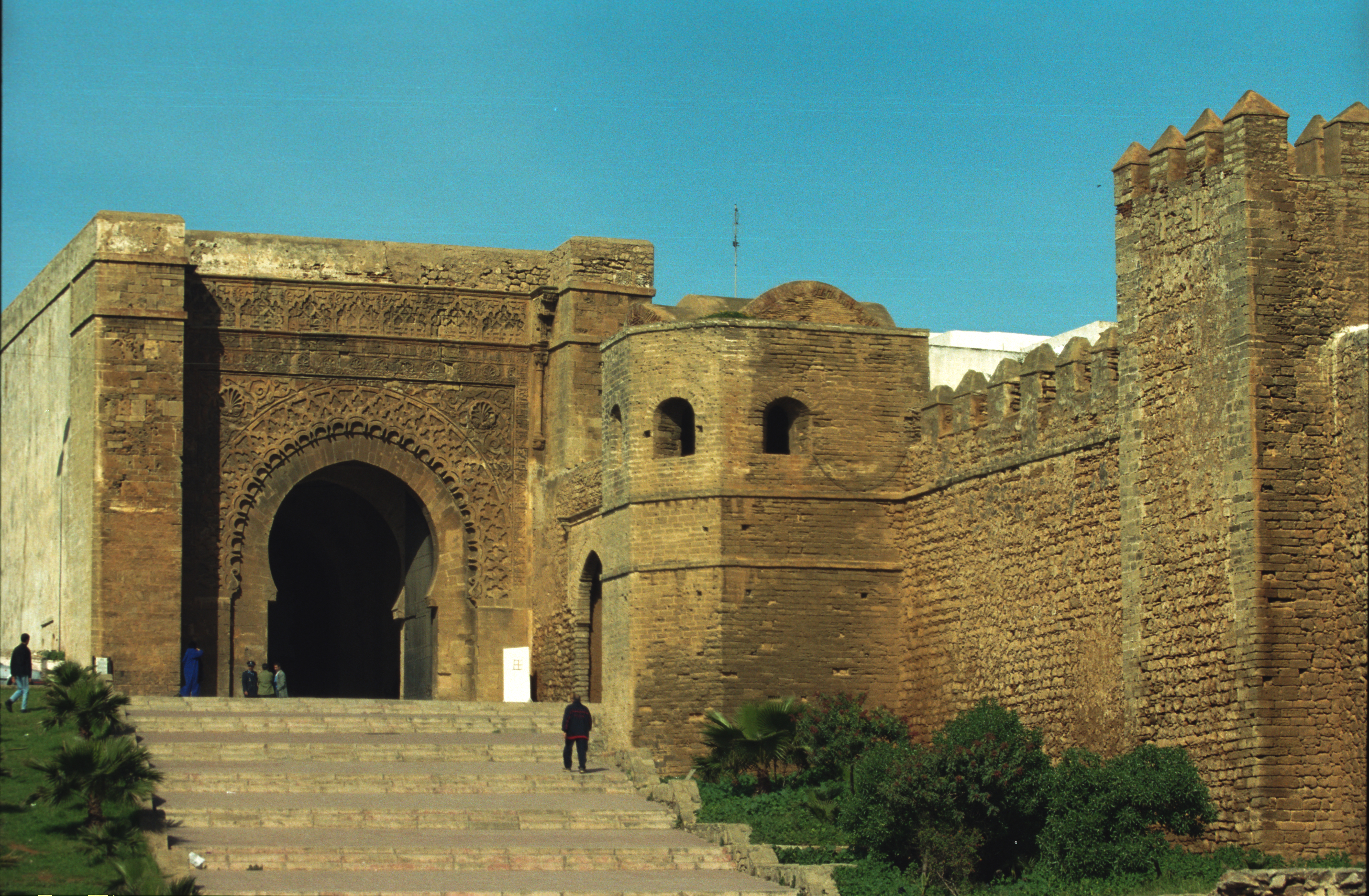
Brama cytadeli – Kasba al-Udaja
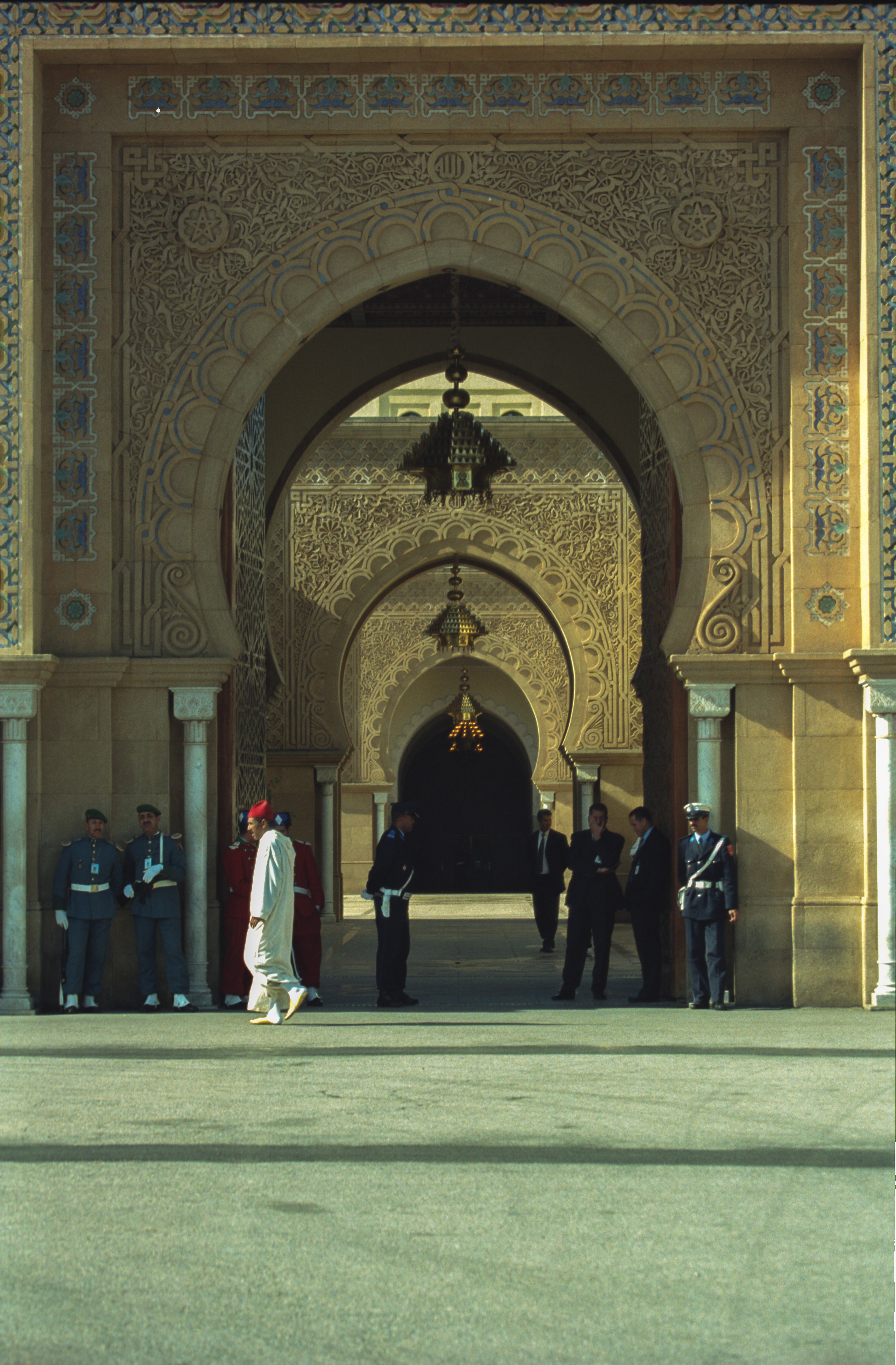
Brama pałacu królewskiego
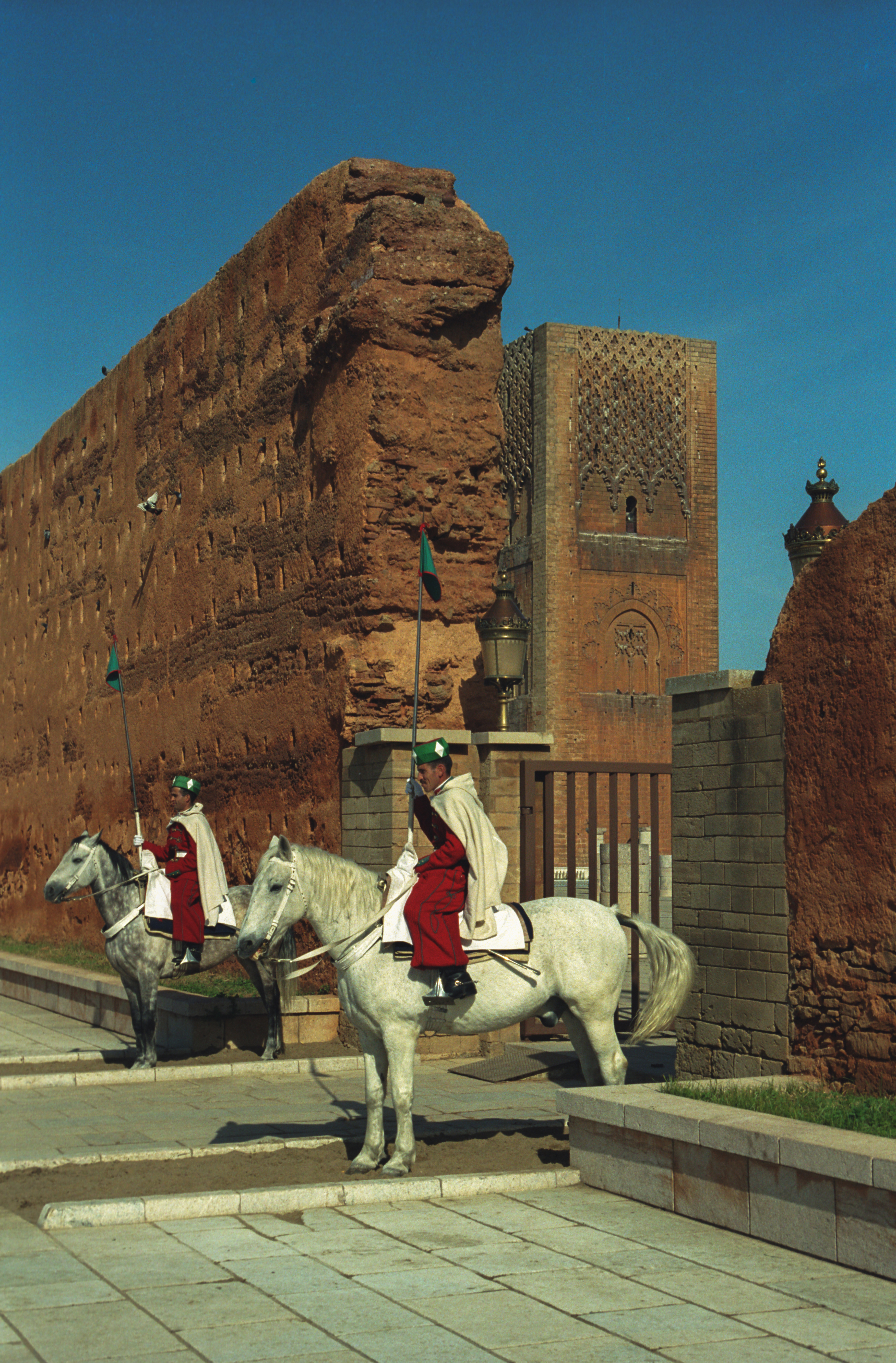
Rabat, Straż królewska przed wejściem do Mauzoleum
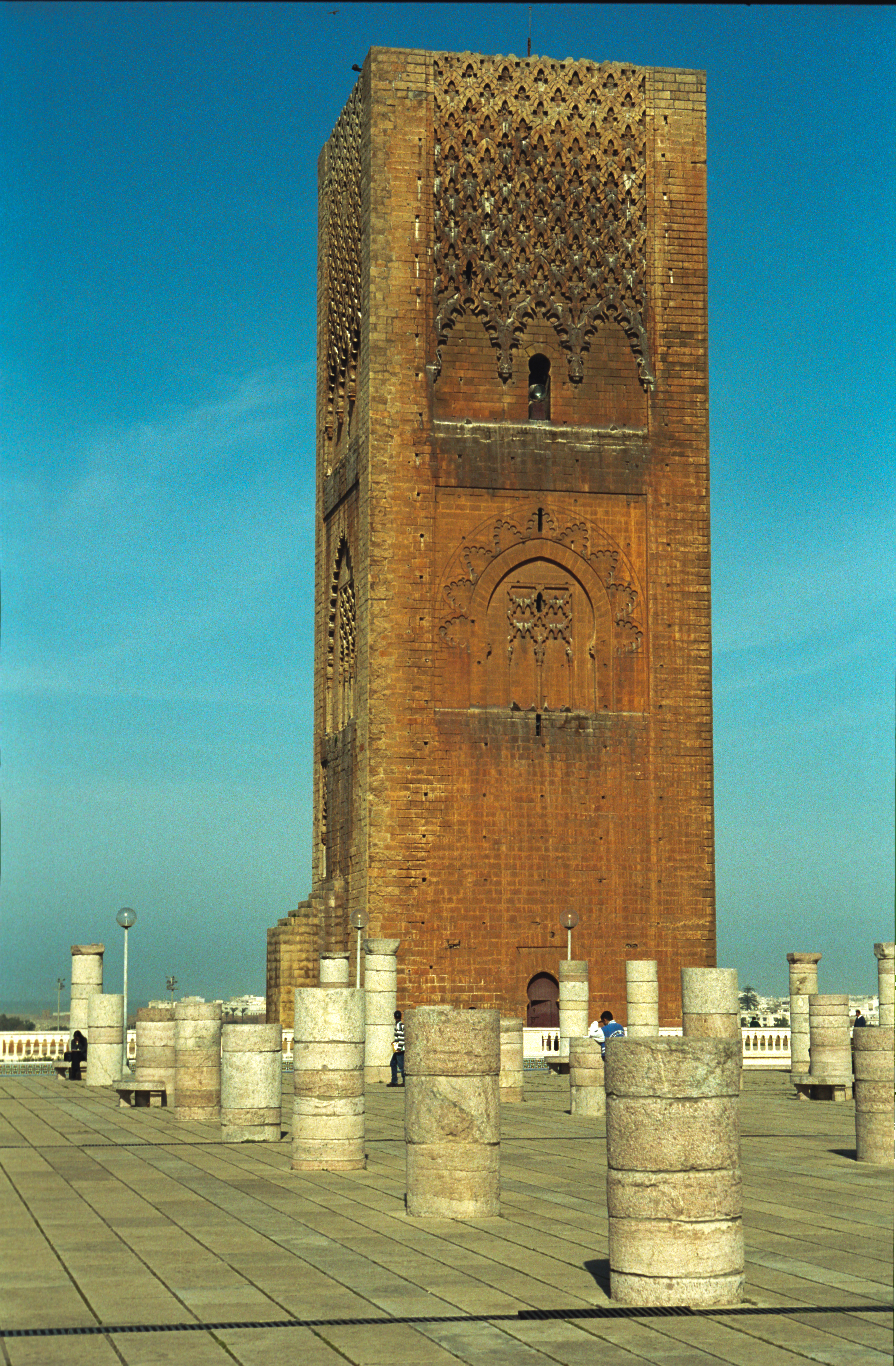
Wieża Hassana
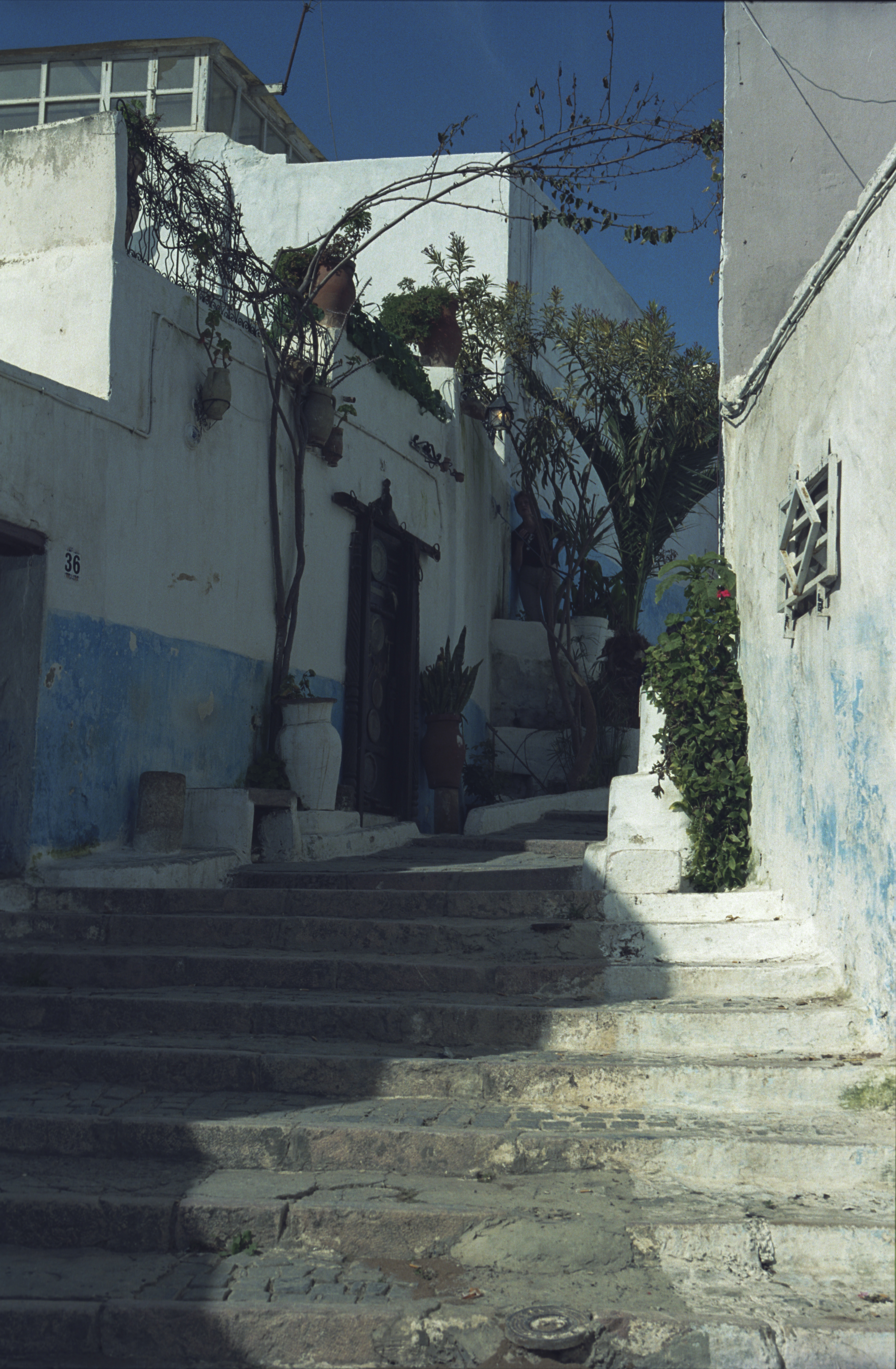
Medyna
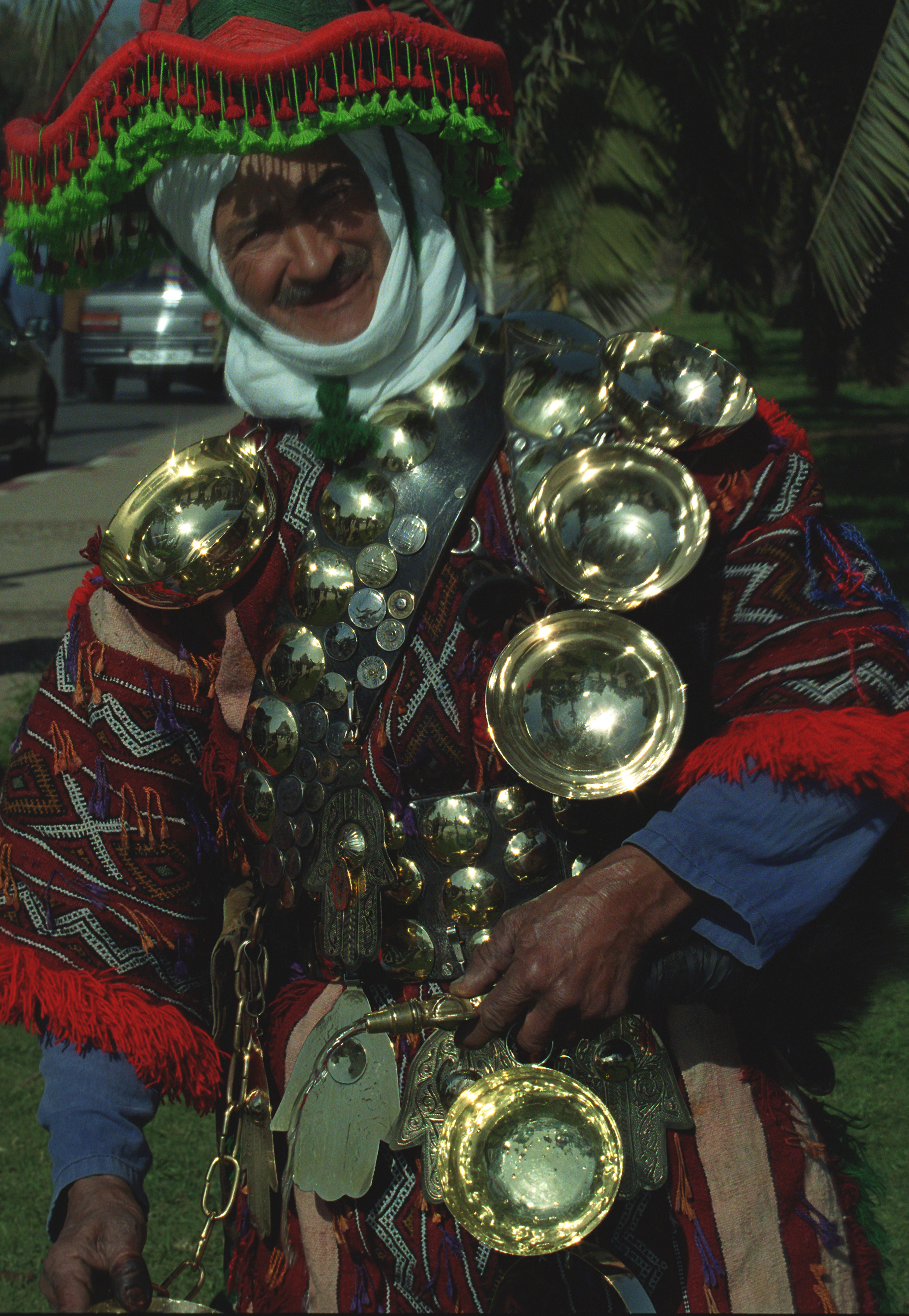
Sprzedawca wody
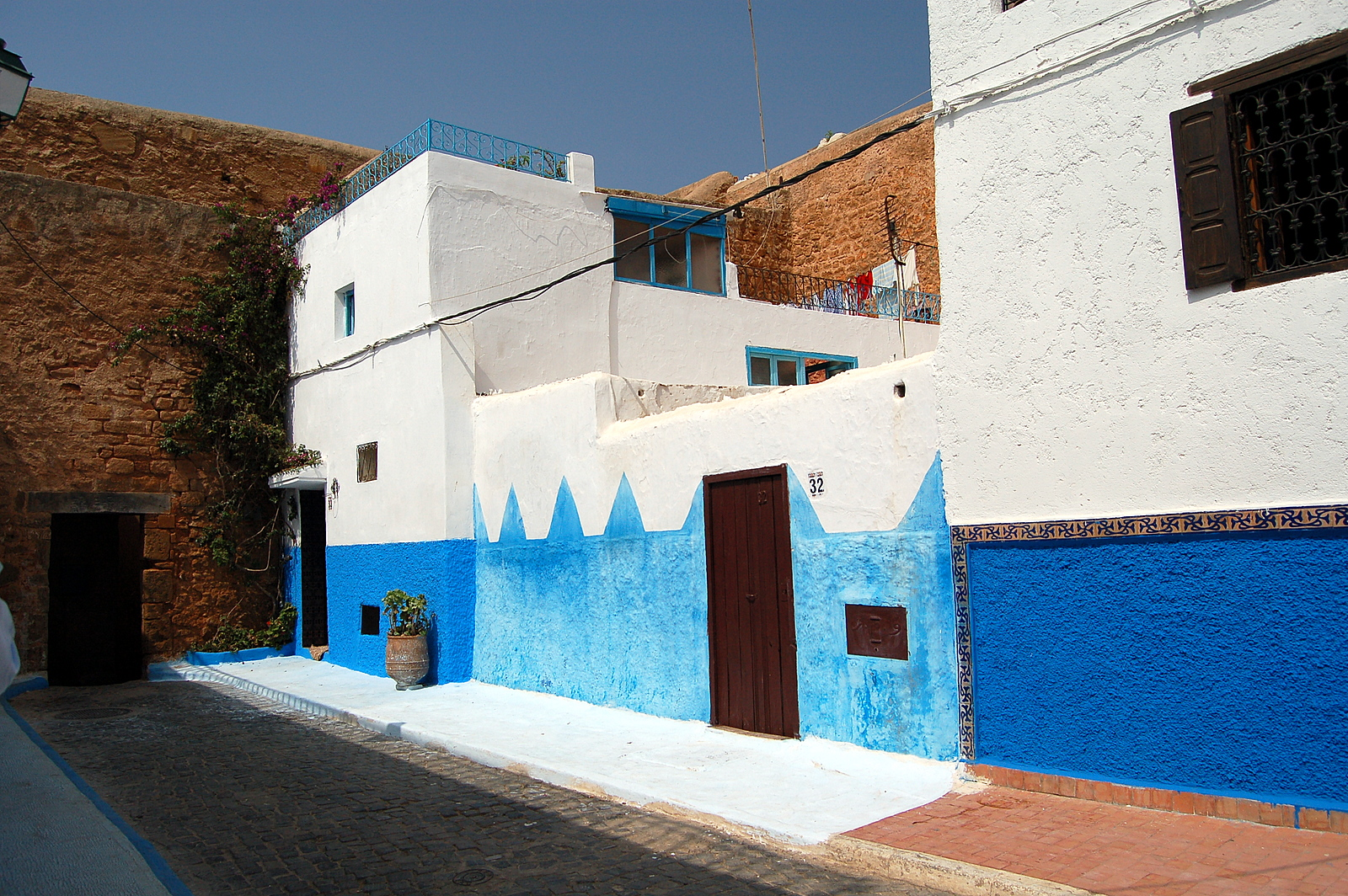
Medyna w Rabacie